# Bruno Morri
Bruno Morri (24 maggio 1946) è un ex tiratore a segno sammarinese.

## Biografia
Nato nel 1946, a 26 anni ha partecipato ai Giochi olimpici di Monaco di Baviera 1972, nella gara di pistola 25 metri, chiudendo 47º con 570 punti.
Quattro anni dopo ha preso di nuovo parte alle Olimpiadi, quelle di Montréal 1976, sempre nella pistola 25 metri, terminando 36º con il punteggio di 576.
Ha partecipato ai suoi terzi Giochi a Mosca 1980, di nuovo nella pistola 25 metri, arrivando 37º con 570 punti.
A 38 anni ha preso parte alla sua quarta Olimpiade, Los Angeles 1984, ancora una volta nella pistola 25 metri, chiudendo 34º con il punteggio di 577.